# Saint-Georges-de-Longuepierre
Saint-Georges-de-Longuepierrekorábbi község Franciaországban, Charente-Maritime megyében. Lakosainak száma 235 fő (2022. január 1.). Saint-Georges-de-Longuepierre Aulnay, Blanzay-sur-Boutonne, Dampierre-sur-Boutonne és Saint-Pierre-de-l’Isle községekkel határos.
2025. január 1-jén Nuaillé-sur-Boutonne korábbi községgel egyesült és az így létrejött Rives-de-Boutonne új község része lett.

## Népesség
A település népessége az elmúlt években az alábbi módon változott:
| Lakosok száma | 259  | 230  | 205  | 223  | 259  | 242  | 230  | 223  | 227  | 235  |
|               | 1968 | 1982 | 1990 | 2006 | 2013 | 2015 | 2017 | 2019 | 2020 | 2022 |